# Acrodactyla takewakii
Acrodactyla takewakii là một loài tò vò trong họ Ichneumonidae.